# Epitherina bahmana
Epitherina bahmana är en fjärilsart som beskrevs av Edward P. Wiltshire 1943. Epitherina bahmana ingår i släktet Epitherina och familjen mätare. Inga underarter finns listade i Catalogue of Life.